# Tatyana Lesovaya
Tatyana Lesovaya (Alemania, 24 de abril de 1956) es una atleta alemana retirada, especializada en la prueba de lanzamiento de disco en la que, compitiendo con la República Democrática Alemana, llegó a ser campeona olímpica en 1980.

## Carrera deportiva
En los JJ. OO. de Moscú 1980 ganó la medalla de bronce en el lanzamiento de disco, con una marca de 67.40 m, tras la alemana Evelin Jahl y la búlgara Mariya Petkova.